# Oxylides feminina
Oxylides feminina là một loài bướm ngày thuộc họ Lycaenidae. Nó được tìm thấy ở Uganda, CHDC Congo (Sankuru, Lualaba, Shaba, Maniema và Kivu) và Tây Bắc Zambia.